# عقيل أحمد
عقيل أحمد (1 أكتوبر 1982 في باكستان - ) (بالأردوية: عقیل احمد)‏ (بالإنجليزية: عقیل احمد)‏ هو لاعب كريكت باكستاني. لعب مع Devon County Cricket Club ‏ وFaisalabad cricket team ‏ وWater and Power Development Authority cricket team ‏.

## وصلات خارجية
- عقيل أحمد على موقع إي آس بي آن كريك إنفو (الإنجليزية)